# Corticaria cotovillae
Corticaria cotovillae is een keversoort uit de familie schimmelkevers (Latridiidae). De wetenschappelijke naam van de soort werd in 1986 gepubliceerd door Otera & Pazos.